# Euherrichia granitosa
Euherrichia granitosa là một loài bướm đêm trong họ Noctuidae.